# 迈恩-科布伦茨县
迈恩-科布伦茨县（德語：Landkreis Mayen-Koblenz）是德国莱茵兰-普法尔茨州的一个县，首府科布伦茨。

## 地理
迈恩-科布伦茨县北面与新维德县，东面与韦斯特林山县、科布伦茨市和莱茵-兰县，南面与莱茵-洪斯吕克县和科赫姆-采尔县，西面与艾费尔火山县和阿尔韦勒县相邻。